# روباه و سگ شکاری
روباه و سگ شکاری (به انگلیسی: The Fox and the Hound) یک پویانمایی آمریکایی است که در سال ۱۹۸۱ به تهیه‌کنندگی شرکت والت دیزنی تولید شد، و این انیمیشن از سری انیمیشن‌های کلاسیک شرکت والت دیزنی است. این کارتون حاصل ورود استعدادهای جدید به استودیو والت دیزنی در سال ۱۹۷۷ است. در تولید کارتون ۱۸۰ نفر از جمله ۲۰ انیماتور مشغول بودند. کارتون «روباه و سگ شکاری» از دل ۳۶۰ هزار طرح، ۱۱۰ هزار تصویر نقاشی شده و ۱۱۰۰ پس‌زمینه خلق شد. این کارتون که در ژانرهای کمدی، خانوادگی و درام قوت گرفته بود بر اساس رمانی نوشتهٔ دانیل.پ.منکس ساخته شد. سال ۱۹۸۱ پای این بچه روباه به سینما نیز باز شد و جایزه گلداسکرین آلمان در سال ۱۹۸۲ را از آن خود کرد در همین سال نامزدی دریافت جایزه بهترین انیمیشن، بهترین کارتون تخیلی انیمیشن نیز از افتخارات این بچه روباه یتیم شد.

## داستان
یک روباه جوان و یک سگ شکاری در فصل تابستان و در فصل شکار با هم آشنا و دوست می‌شوند. اما با پایان یافتن فصل تابستان و اتمام فصل شکار از هم جدا می‌شوند و سگ شکاری با صاحب خود به منزل خود می‌روند. در بهار سال آینده، این دو باز هم همدیگر را می‌بینند اما این بار این سگ، تبدیل به یک سگ آموزش دیده شده است و ناخود آگاه با روباه و حیوانات دیگر، دشمن شده است.